# Reuters
Reuters és una agència d'informació fundada a Londres per Paul Julius Reuter l'any 1851, que proporciona notícies de tot el món a diaris i cadenes televisives. No obstant això, aquesta activitat constitueix menys del 10 % dels ingressos de la companyia.
La principal activitat de Reuters consisteix a proveir informació als mercats financers, com els valors dels tipus d'interès i els preus d'accions, a més d'oferir investigacions, anàlisis i productes de mercat que permeten als agents la compravenda de divises i accions per ordinador en comptes de fer-ho per telèfon mòbil. Entre els seus competidors es troben Bloomberg LP i Dow Jones Newswires.

## Reuters el 2006
Va obtenir un deu per cent de marge net l'any 2006, equivalent a 256 milions de lliures, un nou per cent més que l'any anterior. Hi treballen dos mil quatre-cents periodistes produint dos-cents cinquanta mil informacions al dia, en dinou idiomes diferents i més de quaranta mil fotografies i més de quatre mil vídeos al mes. Aquestes són només algunes xifres de reflecteixen no només la grandària de Reuters, una companyia que és global, sinó que acaba de despertar d'una letargia perllongada i comença a lluitar en la guerra mundial pel predomini del subministrament de la informació econòmica. Una pugna que va deslligar Bloomberg L.P. en els accelerats anys noranta, però que ha tornat a cobrar rellevància després de la famosa adquisició del diari Wall Street Journal pel conglomerat News Corporation. Reuters ha recollit el guant i s'acaba de fusionar amb la canadenca Thompson Corporation, en un intent per conservar el poder britànic en un partit on encara no hi ha vencedor ni vençut.
El cap de Reuters Tom Glocer sembla haver estat el principal gestor de la seva reestructuració com a companyia i de la seva venda a la gegant Thompson Corporation.
Els principals assoliments de la gestió de Tom Glocer el 2006 han estat:
1. El marge net va créixer un 6,5% per sobre del previst per a l'exercici 2006.
2. La joint venture amb FXMarketSpace està ben encaminada.
3. Han obert un Centre d'Operacions a Pequín.
4. La venda del 50% de la seva participació a Factiva a Dow Jones es va completar amb èxit.
5. Les adquisicions de xarxes d'aplicació de programari els ha permès ampliar la seva gestió de productes.
6. Han llançat el seu primer programa de Projectes d'Innovació.

## Fortaleses
- Creixement sostingut del 4,6 % en els últims tres anys.
- 73,1 % de satisfacció dels seus clients, l'any 2006.
- Creixement accelerat de les operacions de la companyia, gràcies a la seva incursió en els mercats d'Orient Mitjà i Xina.

## Oportunitats
En els últims tres anys l'increment del comerç electrònic ha estat considerable des del punt de vista dels negocis. Així mateix, també s'ha registrat un creixement del 39 % de les operacions de negocis via telèfon mòbil.
El mercat tradicional de la informació econòmica està valorat en 6.000 milions de lliures, mentre que el seu potencial de creixement està estimat en uns 5.000 milions de lliures més. Aquest nou mercat potencial està integrat per quatre grans sectors:
- Comerç electrònic.
- Informació econòmica amb gran predilecció pel contingut valoratiu.
- Més volum de consum d'informació econòmica en empreses noves, amb nous enfocaments de gestió i organització.
- Aparició de nous mercats en creixement. Especialment a Rússia i en els mercats d'Europa de l'Est com Polònia i Romania, a més de la Xina i l'Orient Mitjà.